# Дівчина XX століття
«Дівчина XX століття» (кор. 20세기 소녀, трансліт. 20 сеґі соньо) — південнокорейська романтична драма про дорослішання, дебютний фільм режисерки Пхан Урі, знятий за її же сценарієм. У головних ролях Кім Ючон, Пьон Усок, Пак Чону та Ро Юнсо. Картина, дія якої відбувається 1999 року, оповідає про дружбу та кохання між старшокласниками. Фільм вийшов 21 жовтня 2022 року на Netflix.

## Сюжет
Події фільму розгортаються у Чхонджу 1999 року. Історія обертається навколо сімнадцятирічної старшокласниці з яскравою особистістю На Бора (Кім Ючон). Її найкраща подруга Йонду (Ро Юнсо), яка готується до поїздки у США для операції на серці, раптово заявляє, що не може поїхати, бо закохалася у хлопця з їхньої школи на ім'я Пек Хьонджін (Пак Чону). Бора обіцяє, що стежитиме за Хьонджіном, дізнається про нього все та надсилатиме інформацію подрузі електронною поштою. Заспокоївшись, Йонду від'їжджає.
У школі Бора починає стежити за Хьонджіном. Одного разу дівчина підслуховує, що він та його найкращий друг Пун Унхо (Пьон Усок) приєднаються до шкільного клубу телерадіомовлення, тому вона успішно проходить прослуховування. Але зрештою Унхо приєднується до клубу, а Хьонджін — ні. Бора намагається зблизитися з Унхо, щоб поспостерігати за Хьонджіном.
Хьонджін, помилково вважаючи, що Бора зацікавлена в ньому, пропонує їй зустрічатися, але вона відмовляє. Тим часом дівчина розуміє, що закохалася в Унхо, який також відчуває до неї почуття.
Коли Йонду після успішної операції на серці повертається в Корею, вона виявляє, що Бора стежила не за тим хлопцем, і що справжній «Пек Хьонджін», якого кохає Йонду, — це Пун Унхо, оскільки хлопець носить шкільну куртку свого друга з його іменною табличкою. Вірна своїй подрузі та піклуючись про неї через стан здоров'я, Бора приховує, що кохає того самого Унхо. Тоді вона починає уникати коханого, щоб їхні квітучі стосунки закінчилися, але через Хьонджіна Йонду дізнається, що Унхо та Бора подобаються одне одному. Розплакана дівчина каже подрузі, що вона може відмовитися від хлопця заради їхньої дружби, і що Бора — найдорожча людина для неї. Але Йонду розчарована, що Бора не була з нею чесною та приховувала свої почуття до Унхо.
Тим часом Унхо готується повернутися до Нової Зеландії, щоб відновити життя з матір'ю та молодшим братом. У день від'їзду, за допомогою Йонду та Хьонджіна, Бора прибуває на вокзал якраз вчасно, щоб вони зізналися один одному у своїх почуттях перед розлукою. Вони підтримують зв'язок, поки Унхо планує вступити до університету в Сеулі. Без пояснень хлопець перестає відповідати на електронні листи дівчини; вона більше ніколи не чує від нього весток. Розбита горем, розгублена та розлючена, Бора намагається забути його.
Час минає, Бора навчається в університеті та дорослішає. 2019 року вона отримує запрошення на художню виставку від людини на ім'я Джозеф, який виявляється молодшим братом Унхо. Від нього вона дізнається, що Унхо загинув внаслідок нещасного випадку багато років тому. Джозеф дякує Бора за те, що вона пам'ятає його брата, і каже, що найщасливіші моменти в короткому житті він провів у її товаристві. Наприкінці фільму Бора переглядає зворушливе й водночас розбиваюче серце відео, зняте Унхо, в якому зображено їхній проведений разом час.

## У ролях

### Головні
- Кім Ючон — На Бора[3]
  - Хан Хьоджу — доросла На Бора[4][5]

Сімнадцятирічна учениця старшої школи, займається тхеквондо та є членом шкільного клубу телерадіомовлення.
- Пьон Усок — Пхун Унхо[6]

Однокласник Бора та член клубу радіомовлення.
- Пак Чону[en] — Пек Хьонджін[7]

Найкращий друг Унхо, популярний серед однокласниць хлопець.
- Ро Юнсо[en] — Кім Йонду[3]

Найкраща подруга Бора, яка безроздільно кохає Хьонджіна.

### Другорядні
- Кім Сонкьон[en] — мати Бора[8]
- Чон Сокьон — батько Бора
- Лі Чонму — На Бада, молодший брат Бора
- Юн Їре — «Мадам», однокласниця Бора[9]
- Чон Хьовон[en] — «Чортівка», однокласниця Бора[10]

### Спеціальні появи
- Лі Бомсу[en][11] — шкільний вчитель
- Пак Хеджун[en][11] — шкільний лікар
- Рю Синрьон[en][11] — батько Унхо (озвучення)
- Ґон Мьон[en][12] — Чон Унхо, партнер Бора по побаченню наосліп
- Он Сону[en][13] — Пун Джунхо / Джозеф, молодший брат Унхо
  - Чон Мінджун[en] — маленький Джунхо

## Виробництво
Режисерка Пхан Урі написала сценарій, спираючись на особистий досвід обміну щоденниками з подругою. Дія фільму відбувається в її рідному місті Чхонджу, провінція Північний Чхунчхон; зйомки проходили там же з жовтня 2021 року по січень 2022 року.

## Вихід
Фільм був запрошений на 27-й Міжнародний кінофестиваль у Пусані, а його прем'єра відбулася в секції «Корейське кіно сьогодні — Спеціальна прем'єра» 6 жовтня 2022 року. На Netflix він вийшов 21 жовтня 2022 року.

## Сприйняття

### Рейтинги
Через день після виходу фільм «Дівчина XX століття» посів сьоме місце у світовому рейтингу фільмів Netflix. Згодом, 24 жовтня він піднявся до п'ятого місця в тій самій категорії. Протягом трьох днів після виходу картина посідала друге місце у світовому чарті Netflix у категорії 10 найкращих неангломовних фільмів за тиждень від 17 по 23 жовтня, зібравши вісім мільйонів годин переглядів.

### Критика
На вебсайті-агрегаторі рецензій Rotten Tomatoes рейтинг схвалення «Дівчини XX століття» серед критиків складає 86 % на основі 7 рецензій, а серед аудиторії — 88 %, або 4,4/5. Оглядачка «Вараєті» Клер Лі похвалила режисерку за зображення «відчуття відданої підліткової дружби… водночас визнаючи, як вона неминуче має змінюватися… з плином часу», а також за переконливу та чарівну гру Кім Ючон, але зазначила: «Фільм залишає деяких ключових персонажів напрочуд недослідженими, попри свою тривалість у дві години». Лі підсумувала: «Хоча його потенціал не повністю реалізовано, „Дівчині XX століття“ вдається доповнити стару тему першого кохання, пропонуючи зворушливий аналіз того, що робить певні моменти та певних людей незабутніми».
У рецензії в South China Morning Post Джеймс Марш похвалив гру Кім Ючон як «блискучу центральну роль» і охарактеризував фільм як «щиро зворушливу комедію про юнацькі помилки». Давши 3 зірки з 5, Марш розкритикував появу дорослої Бора, заявивши, що «[вона] надає фільму важкого та абсолютно непотрібного трагічного коду, дещо псує враження від того, що здебільшого є щиро зворушливою комедією про юнацькі помилки». У статті для India Today Бхавна Аґарвал поставив фільму 3 зірки з 5, похваливши використання Пхан Урі елементів 90-х, щоб успішно телепортувати глядачів у минуле століття, її сценарій, який тримає аудиторію в напрузі, та харизматичну екранну присутність Кім Ючон та Пьон Усока.
Кім Кьонхі з MBC високо оцінила гру Кім Ючон у ролі На Бора, яка поєднує в собі милу оповідь та комічні елементи, не порушуючи загальної романтичної атмосфери. Вона заявила: «Ця робота має шарм, який змушує щасливо посміхатися, ніби це власний спогад про перше кохання», а картина «запам'ятається глядачам як представник корейських фільмів про перше кохання».

## Відзнаки
| Премія                 | Рік  | Категорія                     | Номінант / Праця | Результат | Прим.  |
| ---------------------- | ---- | ----------------------------- | ---------------- | --------- | ------ |
| Премія мистецтв Пексан | 2023 | Найкращий новий актор (фільм) | Пьон Усок        | Номінація | [ 29 ] |
| Buil Film Awards       | 2023 | Найкращий новий актор         | Пьон Усок        | Номінація | [ 30 ] |